# Galerie d'art contemporain

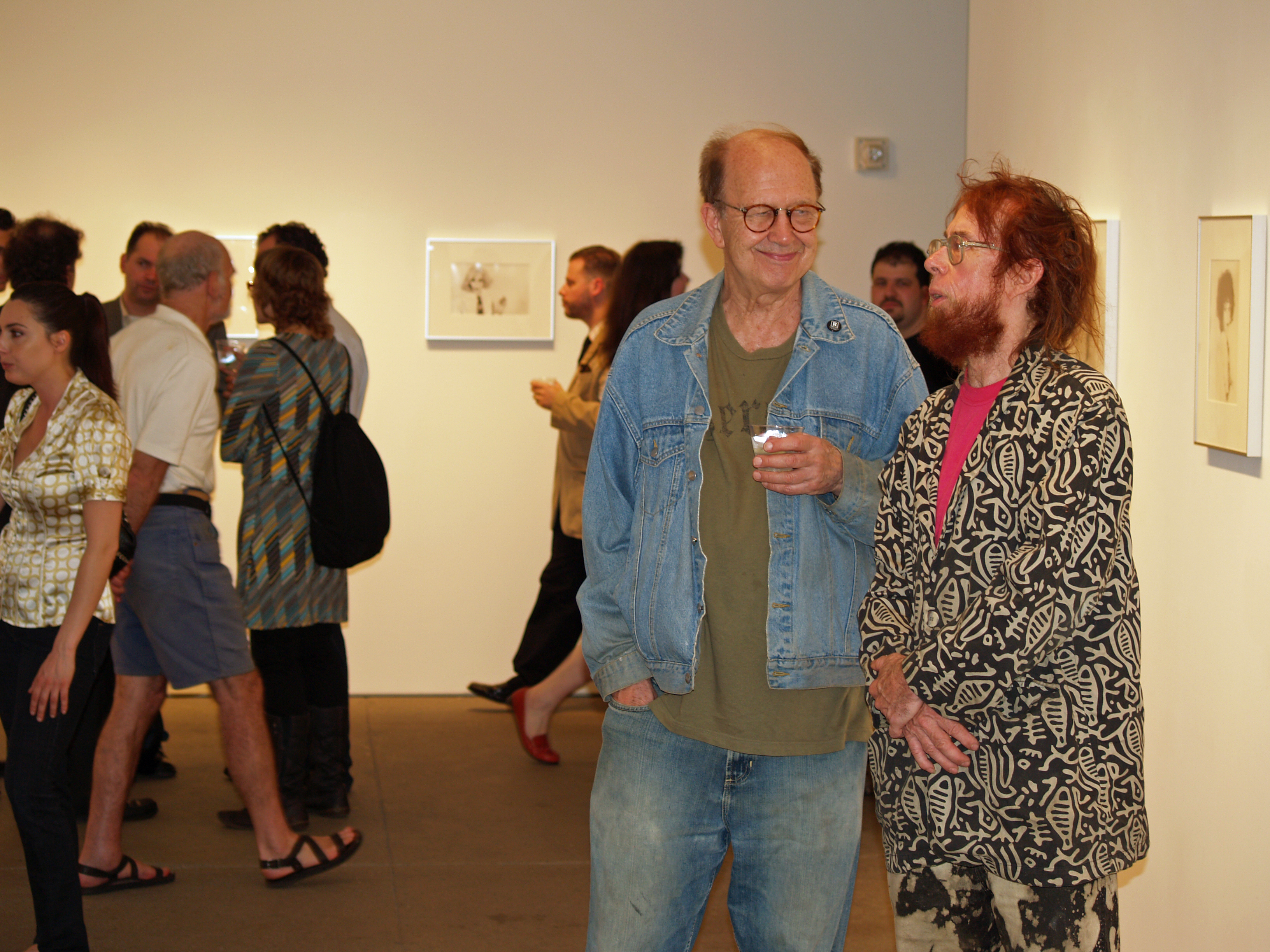
Galerie Yancey Richardson, 2007, New York, États-Unis.

Une galerie d'art contemporain est une galerie d'art consacrée à l'art contemporain — c'est-à-dire aux artistes nés après la deuxième moitié du XXe siècle (à partir de 1945) et consacrée à l'art compris dans un spectre de pratiques large, sinon protéiforme, aussi dit art plastique ou arts visuels. 
Ainsi dit, la galerie d'art contemporain accueille les arts produits durant la période qui succède l'art moderne, jusqu'à nos jours, une période appelé art contemporain par les historiens de l'art. Mais, au-delà d'une considération périodique, elle présente une modalité artistique inhérente à l'époque et à la révolution entamée avec Marcel Duchamp sur les questions de la monstration artistique, relative à la diversification des supports possibles d'expression de l'art,. Une des modalités d'exposition propres au galerie d'art contemporain est ce qui sous-entendu sous l'appellation "white cube", notion et pratique de l'espace d'exposition qui privilégie la neutralité des murs blanc afin de mettre en valeur les pièces présentées. 
La galerie d'art contemporain est l'aboutissement d'une évolution sociale et historique d'une pratique de l'exposition qui s'inscrit dans une sociologie et une histoire de l'art qui remonte aussi loin que l'histoire des salons.
La galerie, au même titre que le musée, peut parfois être utilisée comme médium à part entière : les œuvres peuvent être réalisées de manière à répondre ou à épouser l'espace d'exposition qui leur est alloué, procédé dénommé "in situ".
Dans une galerie d'art contemporain s'expose de la peinture, sculpture, installation, photographie, art vidéo, art numérique, performance, poésie, et tout aussi diverses que sont les formes que revêt l'art aujourd'hui. 
La galerie d'art contemporain, en donnant à regarder l'œuvre d'un artiste auprès d'un public, en exposant son travail, participe de son audience ainsi que de son rayonnement, voire concourt à la renommée de son œuvre et de sa cote sur le marché. La galerie d'art n'est pas seulement que l'exposant de l'œuvre de l'artiste, elle joue aussi un rôle de communicant pour son travail et sa personne, pour faire connaître celui-ci et son œuvre, dans l'intention de proposer à la vente ses productions, que la galerie les possède ou qu'elles lui soient déléguées par l'artiste.

## Fonctions
Une galerie d'art contemporain a plusieurs fonctions : rendre visible la production d'un artiste, en faire la commercialisation, et le suivre dans son développement en tant qu'artiste. Ainsi, la galerie se situe au carrefour du monde de l'art, en tant qu'elle est l'intermédiaire entre l'artiste et le public et, plus généralement, en tant qu'elle est un point de convergence, au centre du circuit du marché de l'art, faisant la passerelle entre l'œuvre et ceux qui l'exploite ou l'acquiert (centre d'art, galerie partenaire, musée, entreprise, ou n'importe quel cadre privé).  	 
1. La galerie d'art contemporain communique sur les œuvres qu'elle commercialise et, plus généralement, diffuse le travail de l'artiste qu'elle présente ou représente, lors de campagnes de communication ou lors d'expositions. De cette manière, le travail de l'artiste peut être soumis à l'appréciation du public et de la presse (cf. critique d'art). La durée d'une exposition varie de deux à huit semaines.
2. Dans le but d'exposer les œuvres de l'artiste, le galeriste anticipe, engage, ou participe, de concert avec lui, au coût de production des œuvres nécessaire à la concrétisation d'une exposition – par exemple, cela peut comprendre le coût de fabrication d'une œuvre, destinée à être présentée dans ce cadre, voire l'achat d'une matière première qui compose l'œuvre. Si cette première condition peut varier, le coût de transport des œuvres (de l'atelier de l'artiste vers le lieu de la galerie, jusqu'à l'acquéreur ou l'exploitant), ainsi que le coût technique relatif au montage de l'exposition, sont des dépenses qui sont généralement pris en charge par le galeriste. Également, celui-ci s'occupe de l'acte commercial et de tout ce qui relève de l'encadrement juridique lié à la vente d'une œuvre. En plus d'examiner l'aspect markéting qui accompagne la promotion d'un artiste, le galeriste étudie le marché et considère les opportunités qui se prête à la valorisation du travail de celui-ci. Ainsi, ce n'est pas uniquement les occasions de vendre qui l'intéressent (préparation de foires nationales ou internationales, d'expositions muséales, prospections clientèle, etc.).
3. Le galeriste veille également à la carrière et à la médiatisation de l'artiste au sein du milieu de l'art (auprès des fondations ou institutions) afin que son travail soit reconnu et qu'il progresse en notoriété, parallèlement à la valeur marchande que prennent ses œuvres – corrélativement à la côte de l'artiste sur le marché. En somme, tout ce qui a trait au rayonnement de l'artiste dans l'objet de faire vendre ses œuvres, pour qu'il puisse continuer à produire, d'une part, mais également dans le but d'être rentable – notamment en réengageant le bénéfice perçu dans le bon fonctionnement de la galerie et dans ce qu'elle induit comme frais – pour d'autre part, pouvoir réinvestir la différence dans l'accompagnement d'un autre artiste et/ou pouvoir capitaliser sur un nouveau talent émergent qu'il souhaite représenter. Également, le succès d'un artiste sur le marché de l'art (en fonction de la demande qui existe pour l'acquisition de son travail) importe dans le sens où cette information est un indicateur de l'intérêt qu'on lui porte, lui, en tant qu'artiste singulier, ainsi que ses œuvres, en tant qu'elles sont des œuvres originales. L'image d'une galerie est aussi un vecteur d'influence pour la côte des artistes qu'elle défend, par la réputation de son expertise et de ses choix artistiques, tant pour les acquéreurs, que plus largement sur le marché.

## Les grandes galeries de renommée mondiale d'art contemporain

### Intercontinentales
- Galerie Gavin Brown, New York depuis 1994, Rome depuis 2015
- Galerie Ceysson & Bénétière (François Ceysson et Loïc Bénétière), Saint-Etienne depuis 2006, Luxembourg depuis 2008, Paris depuis 2009, Genève depuis 2012, New York depuis 2017
- Galleria Continua, (Mario Cristiani, Lorenzo Fiaschi et Maurizio Rigillo), San Gimignano depuis 1990, Pékin depuis 2005, Les Moulins depuis 2007, La Havane depuis 2015, Rome et Paris depuis 2020
- Galerie Massimo De Carlo, Milan depuis 1987, Londres depuis 2009, Hong Kong depuis 2016
- Galerie Gagosian, Los Angeles depuis 1979, New York depuis 1989, Londres depuis 2000, Rome depuis 2007, Athènes depuis 2009, Paris et Genève depuis 2010, Hong Kong depuis 2011, Le Bourget depuis 2012, San Francisco depuis 2016, Basel depuis 2019
- Galerie Barbara Gladstone, New York depuis 1979, Bruxelles depuis 2011
- Galerie Marian Goodman, New York depuis 1977, Paris depuis 1999, Londres depuis 2014
- Galerie Hauser & Wirth, (Iwan Wirth et Manuela Hauser), Zurich depuis 1992, Londres depuis 2003, New York depuis 2009, Somerset depuis 2014, Los Angeles depuis 2016, Hong Kong depuis 2018, Gstaad depuis 2019
- Galerie Yvon Lambert, Paris de 1966 à 2014, New York de 2003 à 2014
- Galerie Simon Lee, Londres depuis 2002, Hong Kong depuis 2012, New York depuis 2014
- Galerie Daniel Lelong, Paris et Zurich depuis 1981, New York depuis 1985
- Galerie Lisson, (Nicholas Logsdail), Londres depuis 1967, New York depuis 2016, Shanghai depuis 2019
- Galerie Pace Gallery (Arne Glimcher et Marc Glimcher), New York depuis 1963, Londres depuis 2012, Hong Kong depuis 2014, Palo Alto depuis 2016, Séoul depuis 2017, Genève depuis 2018
- Galerie Emmanuel Perrotin, Paris depuis 1990, Hong Kong depuis 2012, New York depuis 2013, Séoul depuis 2016, Tokyo depuis 2017, Shanghai depuis 2018
- Galerie Almine Rech, Paris depuis 1997, Bruxelles depuis 2007, Londres depuis 2014, New York depuis 2016, Shanghai depuis 2019
- Galerie Sprüth Magers (Monika Sprüth et Philomene Magers), Cologne depuis 1983, Londres depuis 2003, Berlin depuis 2008, Los Angeles depuis 2016
- Galerie David Zwirner, New York depuis 1993, Londres depuis 2012, Hong Kong depuis 2017, Paris depuis 2019
- Galerie Michael Werner, Berlin (1963-1969), Cologne (1969-1990), New York depuis 1990, Trebbin depuis 2009, Londres depuis 2012
- Galerie White Cube, (Jay Jopling), Londres depuis 1993, Hong Kong depuis 2012

### Europe

#### Européennes
- Thomas Dane Gallery, Londres depuis 2004 et Naples depuis 2018
- Galerie Max Hetzler, Stuttgart (1974-1983), Cologne (1983-1993), Berlin depuis 1993, Paris depuis 2014, Londres depuis 2018
- Galerie Kamel Mennour, Paris depuis 1999, Londres depuis 2016
- Galerie Monitor, (Paola Capata), Rome depuis 2003, Lisbonne depuis 2017, Pereto depuis 2019
- Galerie Victoria Miro, Londres depuis 1985, Venise depuis 2017
- Galerie Nathalie Obadia, Paris depuis 1993, Bruxelles depuis 2008
- Galerie Thaddaeus Ropac, Salzburg depuis 1983, Paris depuis 1990, Pantin depuis 2012, Londres depuis 2017
- Galerie Daniel Templon, Paris depuis 1966, Bruxelles depuis 2013
- Galerie Michel Rein, Tours de 1992 à 2000, Paris depuis 2000, Bruxelles depuis 2013
- Galerie Tornabuoni, (Roberto Casamonti), Florence depuis 1981, Crans Montana depuis 1993, Milan depuis 1995, Forte Dei Marmi depuis 2004, Paris depuis 2009, Londres depuis 2015

#### France
- Galerie A2Z Art Gallery (Ziwei Li et Anthony Phuong), Paris depuis 2009
- Galerie Chantal Crousel, Paris depuis 1980
- Galerie Jérôme de Noirmont, Paris de 1994 à 2013
- Galerie Denise René (décédée en 2012), Paris depuis 1944
- Galerie Georges-Philippe et Nathalie Vallois, Paris depuis 1990
- Galerie Laurent Strouk, Paris depuis 1986
- Galerie Valérie Guérin, Paris depuis 2011
- Galerie Degreze, Cannes depuis 2023

#### Allemagne
- Galerie Arndt & Partner (Matthias Arndt), Berlin depuis 1994
- Galerie Gisela Capitain, Cologne depuis 1986
- Barbara Gross Galerie, Munich depuis 1988
- Galerie Dennis Kimmerich, Düsseldorf puis Berlin
- Galerie Hans Meyer, Dusseldorf depuis 1971
- Galerie Esther Schipper, depuis 1989 à Cologne.

#### Belgique
- Galerie Fortlaan 17, Gand, de 1989 à 2014
- Galerie Xavier Hufkens, Bruxelles depuis 1987
- Galerie Rodolphe Janssen, Bruxelles depuis 1991
- Galerie Mulier Mulier, Knokke depuis 1988
- Galerie Aeroplastics contemporary, Bruxelles depuis 1998

#### Grande-Bretagne
- Galerie Sadie Coles, Londres depuis 1997
- Stephen Friedman Gallery, Londres depuis 1995
- Galerie Anthony d'Offay, Londres de 1965 à 2001
- Galerie Maureen Paley, Londres depuis 1984
- Galerie Saatchi, Londres depuis 1985, transformé en 2010 en musée
- Galerie Karsten Schubert (décédé en 2019), Londres depuis 1986

#### Italie
- Galerie Alfonso Artiaco, Naples depuis 1986
- Galerie Raffaella Cortese, Milan depuis 1995
- Galerie Dep Art (Antonio Addamiano), Milan depuis 2006
- Galerie Giò Marconi, Milan depuis 1990
- Galerie Massimo Minini, Brescia depuis 1973
- Galerie Francesca Minini, Milan depuis 2006
- Galerie Lia Rumma, Naples depuis 1971, Milan depuis 1999
- Studio la Città (Hélène de Franchis), Vérone depuis 1969

#### Suisse
- Galerie Bruno Bischofberger, Zurich depuis 1963
- Thomas Ammann Fine Art, Zurich depuis 1977

### Amériques

#### États-Unis

##### Transmétropolitaines
- Galerie Marianne Boesky, New York depuis 1996, Aspen depuis 2017
- Richard Gray Gallery, Chicago depuis 1963, New York depuis 1997
- Michele Maccarone Gallery, New York depuis 2001 et Los Angeles depuis 2015
- Team Gallery, (José Freire et Lisa Ruyter), New York depuis 1996 et Los Angeles depuis 2014

##### Chicago
- Kavi Gupta Gallery, Chicago depuis 2000

##### Los Angeles
- Rosamund Felsen Gallery, Los Angeles depuis 1978
- L.A. Louver Gallery, Los Angeles depuis 1976
- Regen Projects (Stuart Regen et Shaun Caley), Los Angeles depuis 1989

##### New York
- Galerie Mary Boone, New York de 1977 à 2019
- Galerie Leo Castelli (décédé en 1999), New York depuis 1957
- Galerie Paula Cooper, New York depuis 1968
- D'Amelio Gallery (Christopher D'Amelio), New York depuis 1996
- Galerie Eden Fine Art, (Cathia Klimovsky) New York depuis 1997
- Galerie Luhring Augustine, (Lawrence Luhring et Roland Augustine), New York depuis 1998
- Galerie Metro Pictures, (Janelle Reiring et Helene Winer), New York depuis 1980
- Galerie Nahmad Contemporary, (Joe Nahmad), New York depuis 2013
- Galerie Annina Nosei, New York de 1980 à 2006
- Jack Shainman Gallery, New York depuis 1984
- Galerie Sonnabend (décédée en 2007), New York depuis 1970
- Reena Spaulings Fine Art, New York depuis 2005
- Galerie Sperone Westwater, (Gian Enzo Sperone et Angela Westwater), New York depuis 1975
- Friederich Petzel Gallery, New York depuis 1994

##### Saint Louis
- David Bruno Gallery, New York (1983-2005) puis Saint Louis depuis 2005

##### San Francisco
- Gallery Paule Anglim, San Francisco depuis 1972

##### Seattle
- Greg Kucera Gallery, Seattle depuis 1983

### Asie

#### Japon
- Galerie Itsutsuji, Tokyo
- Galerie Taka Ishii, depuis 1994 à Tokyo
- Galerie Nanzuka Undergroud, depuis 2005 à Tokyo
- Galerie Taro Nasu, depuis 1998 à Tokyo
- Galerie SCAI The Bathhouse, depuis 1993 à Tokyo
- Tokyo Gallery + BTAP, depuis 1950 à Tokyo

#### Chine
- Galerie ShanghART, depuis 1996 à Shanghai, puis Pékin et Singapour
- Galerie Long March Space, depuis 2002 à Pékin
- Galerie Magician Space, depuis 2008 à Pékin
- Galerie Urs Meile, depuis 1992 à Pékin
- Galerie White Space, depuis 2004 à Pékin
- Galerie MadeIn, depuis 2014 à Shanghai

#### Corée du Sud
- Galerie Kukje, depuis 1982 à Séoul
- Galerie One and J, depuis 2005 in Séoul

## Galeries consacrées à la photographie
Voir : Galerie d'art photographique